# Ken Hale
Kenneth Locke Hale, né le 15 août 1934 à Evanston et décédé le 8 octobre 2001, est un linguiste américain. Il a été un acteur important de l’étude et de protection des langues indigènes, comme  de la défense des droits politiques (au sens large du terme) des locuteurs de ces langues,,.

## Biographie
Il est né à Evanston, dans l'Illinois. 
Ayant déménagé avec sa famille en Arizona, à l'âge de six ans, il a étudié à l'université d'Arizona. Il soutient sa thèse   sur la langue parlée par les  Tohono O'odham (A papago grammar), à l’Université de l'Indiana (Bloomington) en 1959.
Accompagné par son épouse et de son jeune enfant, il effectue un premier séjour en Australie de 1959 à 1961où il effectue un périple et  un travail de terrain qui sert de base à l'étude des langues aborigènes d’Australie. Ce travail sera suivi de deux nouveaux séjours en 1966 et 1974.
Il enseigne à l’université de l'Illinois à Urbana-Champaign de 1961 à 1963 et à l'université d'Arizona à Tucson de 1963 à 1966. Il rejoint Noam Chomsky et Morris Halle au Massachusetts Institute of Technology en 1967.
Locuteur de langues aussi diverses que le jemez, le hopi et le walbiri, Ken Hale a joué un rôle crucial  dans la formulation d’une grammaire universelle et de ses liens avec la variation linguistique,.
Il s'intéresse dans le cadre de la grammaire universelle  aux relations entre système linguistique et culture (systèmes de numération, systèmes de parenté, etc) ,,,,.
Ken Hale a en particulier formé un certain nombre de linguistes qui étaient des locuteurs natifs des langues amérindiennes, tels que Ellavina Tsosie Perkins et Paul Platero (Navajo),  Ofelia Zepeda (Papago) et  LaVerne Masayesva Jeanne (Hopi).
Membre de l'Académie nationale des sciences des États-Unis depuis 1990, il a participé de façon régulière à l'Académie des langues navajo
Il dirige the lexicon project un projet sur lexique avec Samuel Jay Keyser de 1983 à 1989. Ses propres travaux  (en collaboration avec Samuel Jay Keyser) qui soutiennent l’idée qu’une analyse syntaxique peut être étendue au lexique ont une grande influence sur le cadre du programme minimaliste de Noam Chomsky.